# Leonardo Salimbeni
Leonardo Salimbeni (Spalato, 1752 – Verona, 1823) è stato un ingegnere e matematico italiano.

Opuscoli di geometria e balistica, 1780

Fu uno fra gli studiosi di scienza delle costruzioni che maggiormente contribuirono alle ricerche sulla statica degli archi e delle volte in muratura, assieme agli italiani Lorenzo Mascheroni, Giovanni Poleni e ai francesi Charles Bossut, Charles Augustin de Coulomb, Claude-Louis Navier, Édouard Méry, Jean Victor Poncelet. Ha svolto nel '700 anche altri studi di balistica ed ingegneria militare, come direttore della scuola di ingegneria militare di Verona.

## Biografia
Leonardo Salimbeni operò principalmente a Verona, nell'ambito della Scuola di Ingegneria militare di Castelvecchio fino alla fine del '700, quando quest'ultima fu trasferita a Modena come Accademia Militare.
Nacque a Spalato nel 1752, da un ufficiale veneto e da una nobile mantovana. Studiò ingegneria presso la Scuola Militare di Verona, diventò, poi, insegnante nella scuola collaborando con Antonio Maria Lorgna e, alla sua morte, fu nominato Governatore dell'Accademia Militare di Verona a Castelvecchio. Si spostò a Modena nel 1798 dove, come affermato precedentemente, fu spostata l'Accademia Militare per volere di Napoleone.
La sua attività professionale a Verona riguarda soprattutto opere di architettura militare.

## Studi sulla statica degli archi
Salimbeni compì importanti studi sulla Statica delle strutture ed in particolare sulla resistenza delle strutture murarie. Approfondì gli studi fisico-matematici sui sistemi costruttivi più diffusi nel '700 come l'arco e la volta e pubblicò nel 1787 a Verona l'importante opera Degli archi e delle volte. Le sue ricerche si inseriscono negli studi di meccanica strutturale intrapresi da Galilei nel 1638 sulle travi e continuati poi nel '700 dai francesi Philippe de La Hire e Charles Augustin de Coulomb e dagli italiani Lorenzo Mascheroni (1785) e Giovanni Poleni sulla statica degli archi.
Il Salimbeni nella sua trattazione espone le teorie sull'equilibrio e la resistenza degli archi, con una impostazione matematica rigorosa, iniziando ad individuare il concetto di curva delle pressioni. I criteri seguiti sono quelli del calcolo a rottura, già impostati da Mascheroni, nel quale la resistenza dell'arco in muratura viene desunta dalla formazione delle cerniere plastiche e dai movimenti di crollo in condizioni di rottura.
Uno fra i contributi più originali del Salimbeni è quello di aver messo in evidenza la curva delle pressioni e di aver disegnato nel suo trattato la geometria dell'equilibrio statico delle forze che si trasmettono i diversi conci che formano l'arco in pietra od in muratura.
Resa palese la teoria statica sugli archi, vengono poi affrontati i problemi costruttivi sulla disposizione delle centinature e sull'esecuzione dei lavori. Ad esempio il Salimbeni nel suo trattato affronta anche i problemi tecnici seguenti: 
- come premono i conci sulla centinatura in legno, durante la costruzione dell'arco?
- in quale misura premono i conci sulla centinatura rispetto al loro peso?

Dopo i trattati del '700, il calcolo degli archi sarà codificato da Claude-Louis Navier (1826) e da Édouard Méry (1840) i quali si riferiscono esplicitamente alla curva delle pressioni. Gli studi ottocenteschi, in particolare del fisico e ingegnere francese Jean Victor Poncelet (1852) confermano e approfondiscono la teoria degli archi in muratura descritta dal Salimbeni.
Dall'Ottocento, poi, con l'avvento della "Teoria dell'elasticità", gli studiosi di scienza delle costruzioni iniziano ad eseguire calcoli sugli archi elastici in acciaio e in cemento armato, con criteri differenti basati sulle deformazioni elastiche dei materiali citati.
Fra gli studiosi italiani che nel '900 hanno sviluppato gli studi sul calcolo a rottura degli archi in muratura si citano il prof. arch. Edoardo Benvenuto dell'Università di Genova (si ricorda il suo trattato di storia della statica), i professori Antonio Becchi e Federoco Foce di Genova, l'architetto Salvatore Di Pasquale ex preside Università di Architettura a Firenze, l'ing. Antonino Giuffrè dell'Università di Roma. Fra i principali studiosi stranieri sul calcolo a rottura degli archi si ricordano il belga Charles Massonnet (Università di Liegi) e il britannico Jacques Heyman. Queste ricerche e tecniche costruttive vengono ancora oggi applicate al restauro dei monumenti, al consolidamento di strutture spingenti come archi e volte in muratura, delle quali Leonardo Salimbeni si può considerare uno dei principali trattatisti, nell'ambito degli studi di scienza delle costruzioni, svolti nell'età del lumi.

## Scienza delle costruzioni e balistica
Leonardo Salimbeni compilò anche un trattato più ampio e sistematico sulla statica delle costruzioni, il Saggio di un nuovo corso di elementi di statica edito a Verona nel 1788. In questo manuale tecnico rivolto agli allievi della scuola di ingegneria militare sono stati illustrati in modo sistematico i principi della Statica delle strutture e della Scienza delle costruzioni così come questa materia si era delineata alla fine del '700. Altri manuali tecnici compilati dal Salimbeni riguardano argomenti di geometria, di meccanica, dinamica e soprattutto di balistica per usi militari.